# Basilika Sant’Elena Imperatrice

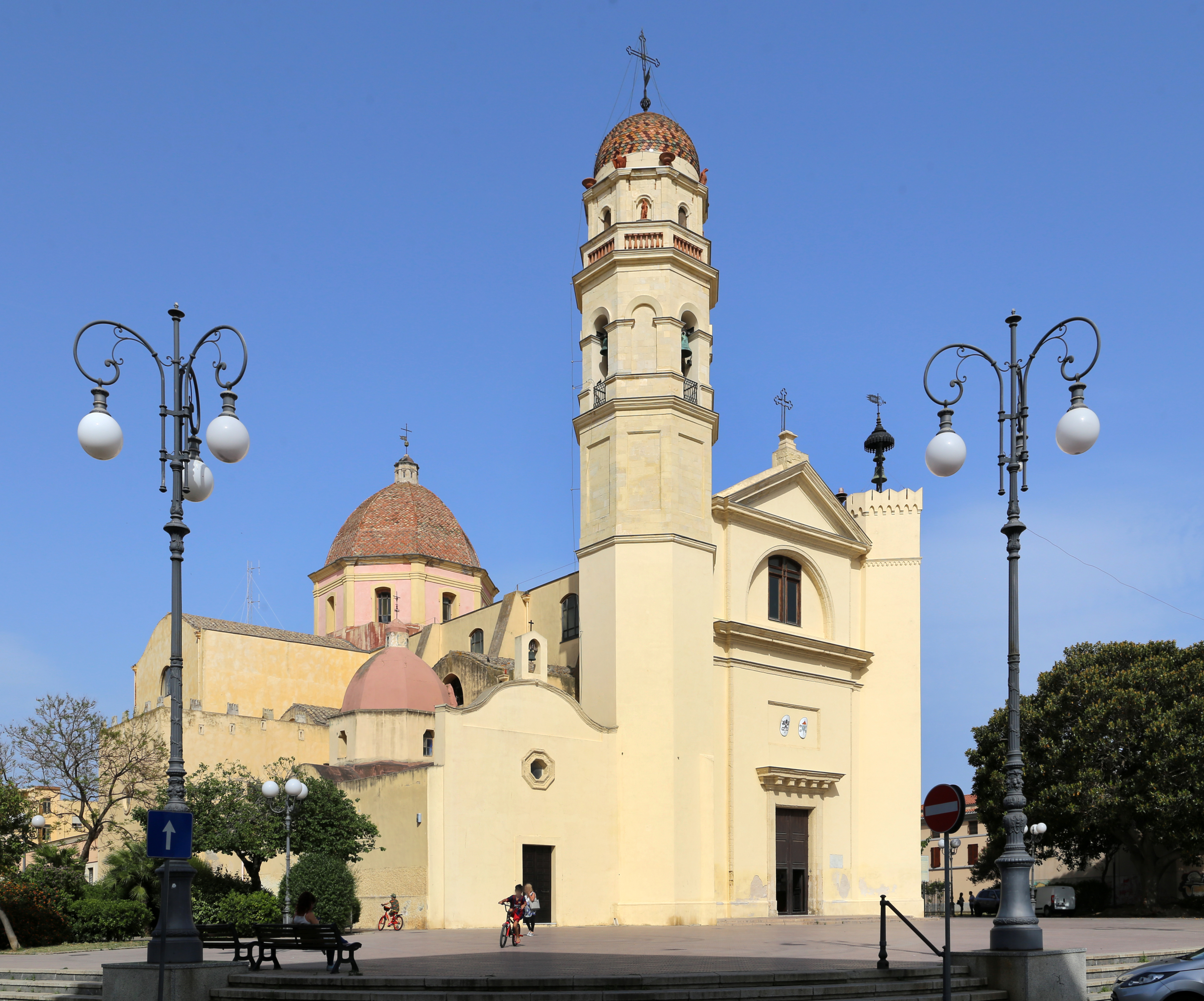
Basilika Sant’Elena Imperatrice

Die Basilika Sant’Elena Imperatrice ist eine römisch-katholische Kirche in Quartu Sant’Elena auf Sardinien, Italien. Die Pfarrkirche des Erzbistums Cagliari ist Helena von Konstantinopel, der Schutzpatronin der Stadt, gewidmet und trägt den Titel einer Basilika minor. Die klassizistische Kirche wurde Anfang des 19. Jahrhunderts neu errichtet und befindet sich auf dem gleichnamigen Platz im historischen Zentrum.

## Geschichte der Kirche

### Die erste Kirche
Die älteste Kirche der Stadt, die der hl. Helena, der Mutter von Kaiser Konstantin dem Großen, gewidmet ist, wurde Ende der ersten Hälfte des 12. Jahrhunderts im romanischen Stil erbaut. Die Kirche bestand aus drei Schiffen, von denen das mittlere doppelt so breit war wie die Seitenschiffe. Sie waren durch eine Reihe von Rundbögen verbunden, die auf wiederverwendeten Säulen und Kapitellen standen. Diese noch kleine Kirche genügte den Bedürfnissen von Quarto domino, einem der Dörfer, die später die heutige Stadt bilden sollten.

### Die zweite Kirche

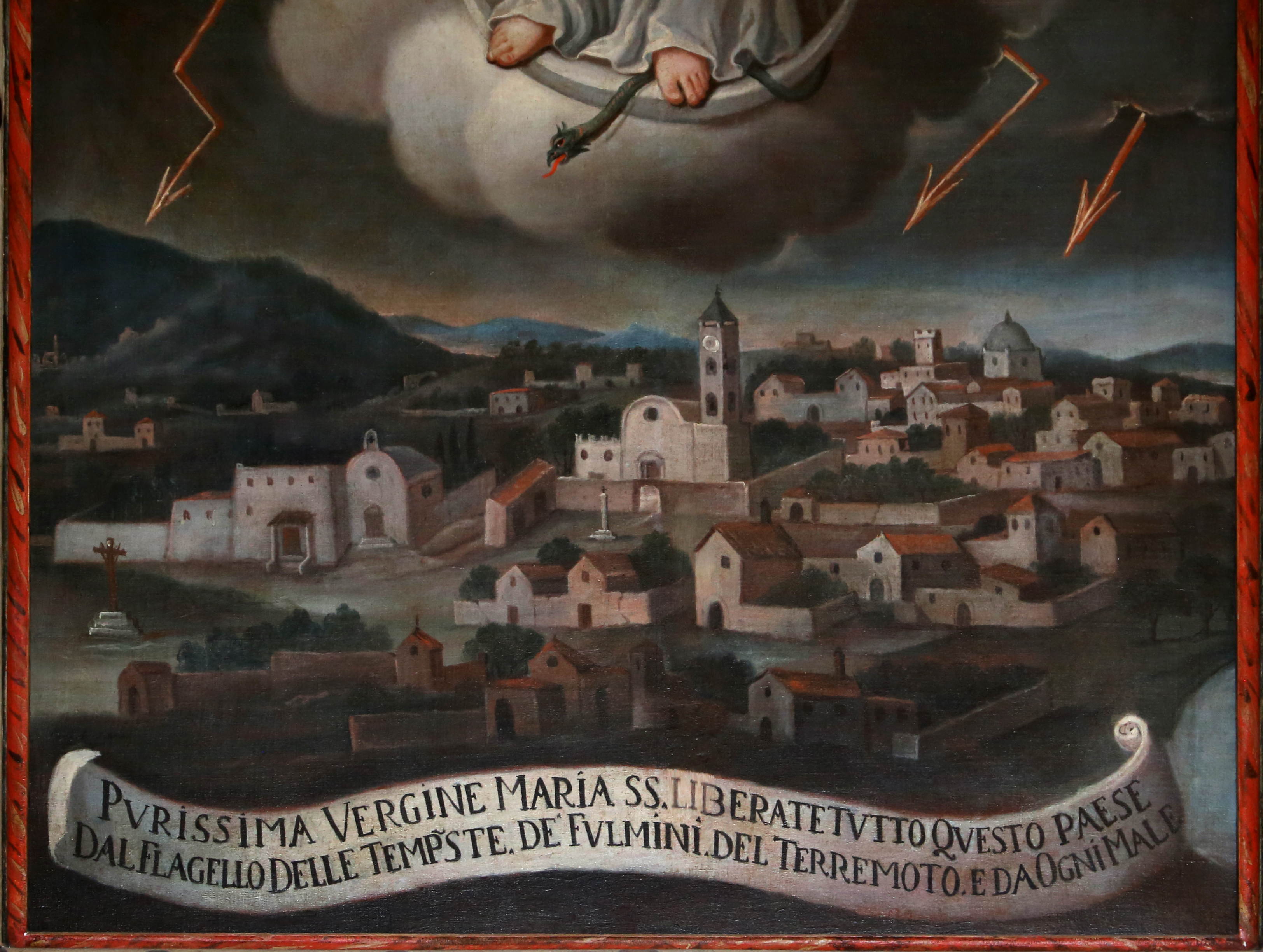
Ansicht von Quartu mit der Kirche in einem Gemälde aus dem 18. Jahrhundert

Zwischen dem 15. und 16. Jahrhundert wurde diese Kirche zum Bau einer größeren abgerissen. Der Neubau im gotischen Stil sardisch-katalanischer Prägung bestand aus einem einzigen Schiff mit Kreuzgewölbe. Die Apsis war quadratisch und niedriger als der Rest der Kirche. Vom 16. bis 18. Jahrhundert wurden in der Kirche neun Kapellen errichtet (die Rosenkranzkapelle, die Kapelle Unserer Lieben Frau von Itria, die Kapelle der Seelen im Fegefeuer, die Kapelle der Jungfrau der Barmherzigkeit, die Kapelle des Heiligen Abtes Antonius, die Kapelle der Heiligen Helena, die Kapelle der Heiligen Justa, die Kapelle des Heiligen Antonius von Padua und die Kapelle des Heiligen Erzengels Michael). Die Hauptfassade mit ihrem spitzbögigen Portal wurde von zwei Strebepfeilern umschlossen und mit einem flachen, zinnenbewehrten Abschluss versehen. Links von der Fassade stand der achteckige Glockenturm, der von den Einwohnern als einziger seiner Art in ganz Cagliari gerühmt wurde. Im Jahr 1590 wurde das pyramidenförmige Dach des Glockenturms mit schwarzen Ziegeln gedeckt. Im selben Jahr wurde die gesamte Kirche restauriert, einschließlich der Apsis und der Kapelle des hl. Antonius von Padua (das Baudatum ist ungewiss) sowie der Sakristei. Für eine Summe von einhundertfünfzig Lire wurde der Verputz erneuert, der Bogen des Haupteingangs wurde geweißt und verstärkt, und es wurden Kanäle zur Ableitung des Regenwassers gebaut. Die Kirche wurde häufig restauriert, erweitert und in ihrem Stil verändert, bis 1775 ein Brand die Kirche fast vollständig zerstörte und man beschloss, sie komplett neu zu errichten.

### Die heutige Kirche
Im Jahr 1780 führte der piemontesische Ingenieur Raimondo Ignazio Cochis zusammen mit dem Luganeser Architekten Carlo Maino und dem Maurermeister Beppe Boi eine Inspektion durch. Cochis schlug einen umfassenden Eingriff vor, der den Anbau eines gewölbten Querschiffs im Osten, den Bau einer neuen Sakristei, eines großen Chors und die architektonische Anpassung des gesamten Bauwerks umfasste. Die Arbeiten wurden sofort gestoppt, da es Probleme mit dem Kauf des für die Erweiterung erforderlichen Grundstücks gab, das erst 1786 erworben wurde. Hinzu kamen im letzten Jahrzehnt des 18. Jahrhunderts Invasionsversuche der Franzosen, ein Volksaufstand und die anschließende Vertreibung der Piemontesen, Hungersnöte und wirtschaftliche Schwierigkeiten. Im Jahr 1804 wurde der Bau einer neuen Pfarrkirche wieder ins Gespräch gebracht. Der Klerus beauftragte den Baumeister Raffaele Cappai mit einer Neuberechnung der Kosten. Cappai und Gerolamo Melis aktualisierten das Werk auch architektonisch. Nach allgemeiner Zustimmung wurden die Arbeiten im Jahr 1809 dem Bauunternehmer Agostino Randaccio aus Cagliari anvertraut, einem Experten für diese Art von Arbeiten. Aufgrund von Unstimmigkeiten zwischen dem Klerus und Randaccio wurden die Arbeiten dem Baumeister Cosimo Crobu anvertraut, der die Zahl der Kapellen auf vier reduzierte, die zu den beiden verbleibenden hinzukamen, die auf Geheiß des Stadtrats miteinander verbunden werden konnten. Die Arbeiten im Inneren der Kirche wurden 1818 abgeschlossen, und 1825 begannen die Arbeiten an der Fassade. Im Jahr 1828 wurde die Kirche geweiht. Von der ehemaligen Kirche blieben nur wenige Elemente erhalten, so das Rosenkranz-Oratorium, das sich hinter der gleichnamigen Kapelle befand und in dem sich heute die Kapelle des Allerheiligsten Sakraments befindet, der Glockenturm und der Uhrenturm, die 1875 bzw. 1900 umgebaut wurden, sowie ein Teil der Strebepfeiler des ersten Abschnitts der Wände des Kirchenschiffs mit den ersten beiden Kapellen.
Bei der großen Restaurierung von 1996 bis 1999 wurde insbesondere die Kuppel instand gesetzt. Neben der Verlegung von Kapellen wurde aber auch der Verputz erneuert und der Boden ersetzt. 2009 wurden weitere Arbeiten begonnen, 2010 wurde eine Orgel von Mascioni Orgelbau mit 46 Registern installiert.
2007 erhielt die Kirche durch Papst Benedikt XVI. den Rang einer Basilica minor verliehen.

## Architektur

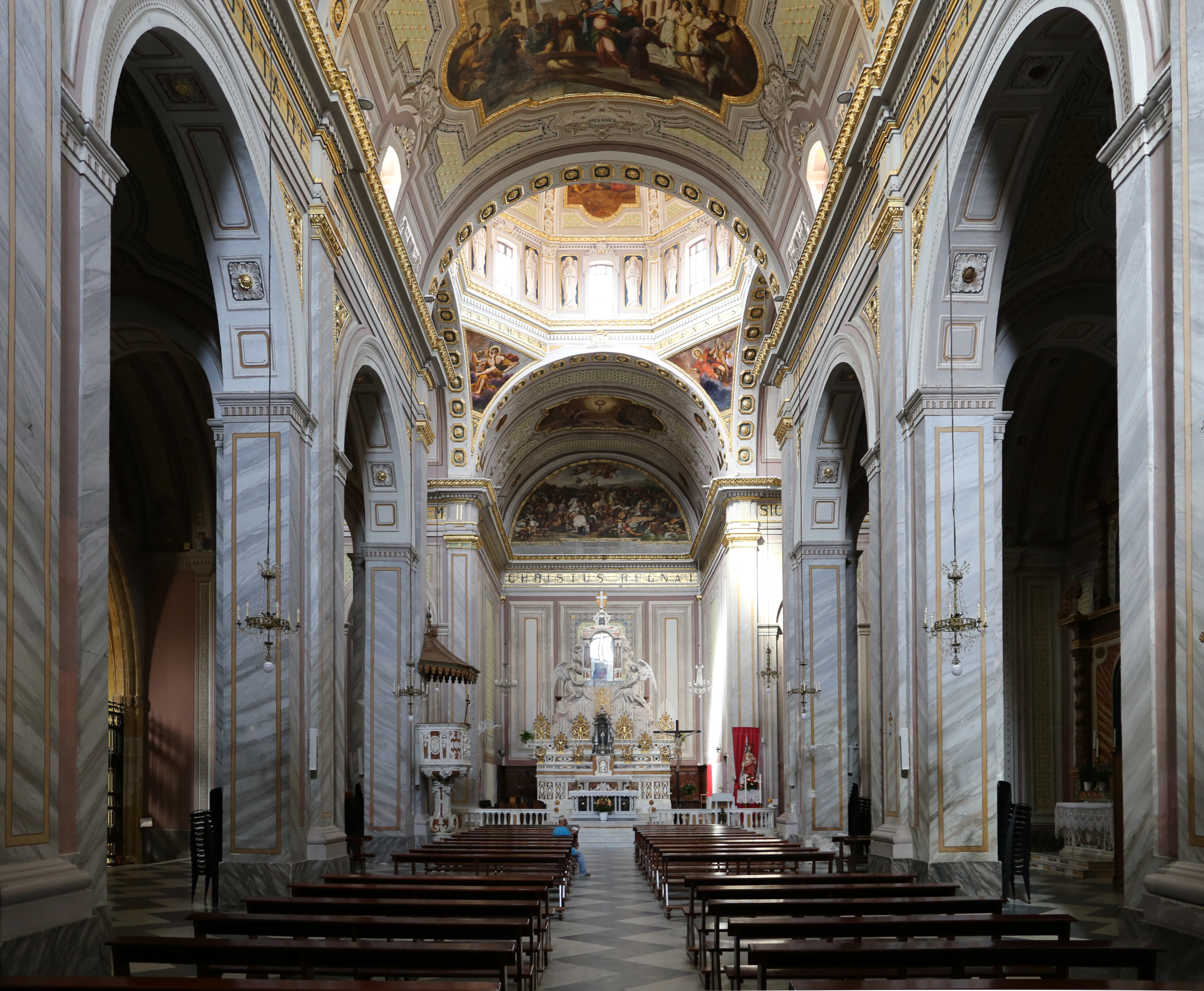
Innenraum

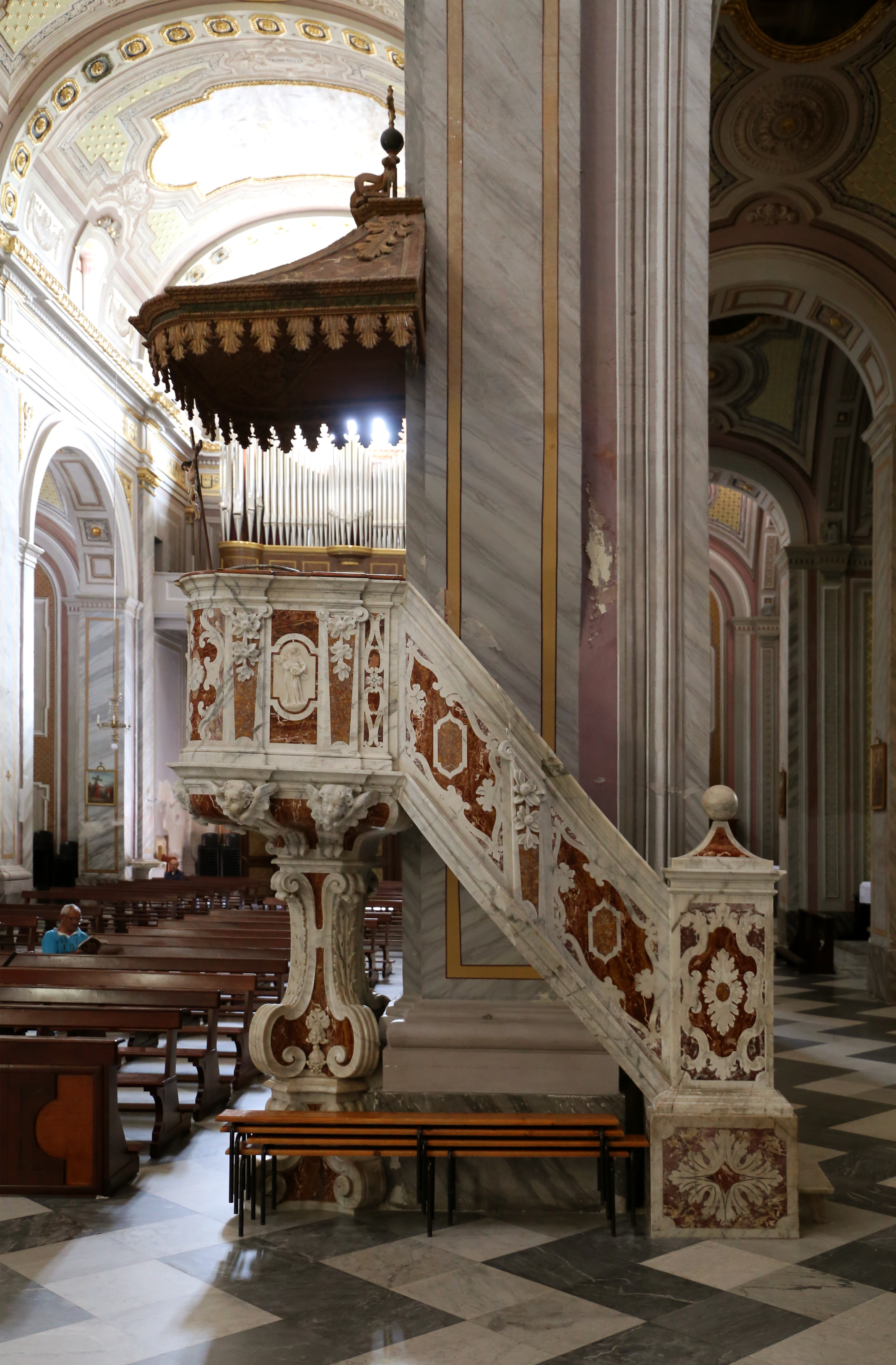
Kanzel

Die Fassade im klassizistischen Stil wird von einem dreieckigen Tympanon abgeschlossen und durch ein Gesims mit Schnörkeln in zwei Teile geteilt. Im unteren Teil befindet sich der Haupteingang mit klassizistischen Zinnen und einer Holztür aus dem Jahr 1826. Im oberen Teil befindet sich ein Fenster in der zentralen Lünette. Auf beiden Seiten der Fassade befinden sich links der Glockenturm und rechts der Uhrenturm, in denen die alten gotisch-katalanischen Strebepfeiler erhalten sind.
Der Glockenturm, der drei Glocken beherbergt, ist hoch, schlank, gewölbt, achteckig und in Höhe des dritten Ganges von einer Balustrade umgeben. Auf dem glockenförmige Dach des Uhrenturms erhebt sich eine Wetterfahne mit der Jahreszahl 1900. Das Dach zeigt Neuinterpretation im Jugendstilgeschmack des einst gotischen Turmdaches.
Links von der Basilika befindet sich das ehemalige Oratorium der Seelen (von den Gemeindemitgliedern "Chiesetta di Bonaria" genannt), die Kapelle des alten Friedhofs bis 1878, als sie endgültig durch den städtischen Friedhof ersetzt wurde, der um die romanische Kirche San Pietro herum gebaut wurde.

## Ausstattung
Das Innere hat den Grundriss eines lateinischen Kreuzes, ist weitläufig und harmonisch und besteht aus einem einschiffigen Saal mit Tonnengewölbe, der durch Rundbögen unterteilt ist, die die drei Joche markieren. Die Unterbögen ruhen auf kreuzförmigen Pfeilern, auf denen sich auch die Rundbögen befinden, die zu den sechs Kapellen (drei auf jeder Seite) führen. Die Kapellen sind tonnengewölbt und bilden mit den beiden seitlichen Gängen eine Verbindung. Auf einem achteckigen, durchfensterten Tambour erhebt sich die Vierungskuppel mit  einer Laterne. Der um zwei Stufen erhöhte Chor beherrscht die Kirche; sein Fußboden (der bei der letzten Restaurierung verändert wurde) ist aus kostbarem Marmor, wie der des dahinter liegenden Herzens. Im übrigen Gebäude ist der ursprüngliche Bodenbelag vom Ende des 19. Jahrhunderts erhalten.
Zwischen dem Kirchenschiff und dem linken Querschiff befindet sich die barocke Marmorkanzel, die mit Voluten, Ranken, Blumen, Fruchtgirlanden, Putten und Bildern der hl. Helena verziert ist. Sie wurde 1741 von Pietro Pozzo geschnitzt. Im selben Jahr wurde die Kanzel mit einer polychromen und vergoldeten Holzbrüstung versehen, die von Domenico Denegri geschnitzt wurde.
In der Nähe des Eingangs befinden sich zu beiden Seiten zwei Weihwasserbecken aus weißem Marmor. Auf dem rechten Stuck sind vier Engel im Flachrelief zu sehen, die einen Cherub darstellen. Das andere, das nicht verziert ist, wurde 1795 erworben.
Die sechs Seitenkapellen sind umfangreich ausgestattet.